# 763 v. Chr.
Portal Geschichte | Portal Biografien | Aktuelle Ereignisse | Jahreskalender | Tagesartikel

◄ |
9. Jahrhundert v. Chr. |
8. Jahrhundert v. Chr. |
7. Jahrhundert v. Chr. |
►

◄ | 780er v. Chr. | 770er v. Chr. | 760er v. Chr. | 750er v. Chr. |
740er v. Chr. |
►

◄◄ | ◄ | 766 v. Chr. | 765 v. Chr. | 764 v. Chr. | 763 v. Chr. |
762 v. Chr. |
761 v. Chr. |
760 v. Chr. |
► |
►►

## Ereignisse
- Am 15. Juni findet in Nordafrika, Vorder- und Ostasien eine Sonnenfinsternis statt.
- 763 v. Chr. ereignet sich in Israel ein „großes Erdbeben“.[1]
- 764/63: Nach der Überlieferung wird in Athen Alkmeon der letzte auf Lebenszeit eingesetzte Archon.

### China
- 8. Juni: Die tagesgenaue Aufzeichnung einer Sonnenfinsternis in der Eponymenliste ermöglicht die Zusammenführung der damaligen chinesischen Kalender und des heutigen Kalenders bis auf den Tag genau.[2]